# Robb Banks
Ричард О'Нил Баррелл (англ. Richard O'Neil Burrell; род. 24 сентября 1994, Нью-Йорк, США), более известный как Robb Banks (альтернативно стилизуется как Robb Bank$) — американский рэпер. Родился в Нью-Йорке, но потом переехал во Флориду. В 2012 выпустил дебютный микстейп Calendars. Его дебютный студийный альбом Year of the Savage вышел 2 октября 2015.

## Ранняя жизнь
Robb Banks родился 24 сентября 1994 года в Нью-Йорке, у него ямайские корни. Он старший сын Кэрол Джонсон и Шэгги. Robb Banks бросил старшую школу ради карьеры.

## Карьера
В 2012 выпустил дебютный микстейп Calendars. Следующий микстейп Tha City вышел в 2013.
2 октября 2015, Robb Banks выпустил дебютный студийный альбом Year of the Savage.
27 сентября 2016 Banks выпустил сиквел Calendars под названием C2: Death of My Teenage. На микстейпе присутствует гостевые участия от Los Hosale и XXXTentacion, создатель хип-хоп коллектива Members Only, в который Banks потом вступил.
26 сентября 2017 Banks выпустил мини-альбом Cloverfield 2.0. Через месяц, 27 декабря 2017, он выпустил второй мини-альбом 2: Pillz.
В 2021 году должен выйти новый проект Banks под названием FALCONIA.

## Дискография

### Студийные альбомы
- Year of the Savage (2015)
- C2: Death of My Teenage (2016)
- Cloverfield 3 (2018)
- Road to Falconia (Arc 00) (2019)
- Conviction (Arc 01) (2020)

### Микстейпы
- Tha City (2013)
- Calendars (2012)
- No Rooftops (2016)
- Molly World (2018)
- Connected (2019) с Wifisfuneral

### Мини-альбомы
- 2PhoneShawty (2015)
- No Trespassing (2015) с Chris Travis
- Cloverfield 2.0 (2017)
- 2 Pillz (2017)
- Golden Age (100 Year War, Pt. 1) (2018)

### Синглы
- Practice (2013) при участии Sir Michael Rocks
- All the Way Live (2013)
- On Me (2013)
- 2PhoneShawty (2014)
- 24/7 (2015) при участии IndigoChildRick
- Solid (2015) с Chris Travis
- Pressure (2015)
- BETT (2016)
- ILYSM (2017) при участии Famous Dex
- ShootOut (2018)
- Can't Feel My Face (2019) с Wifisfuneral
- Hentai (2019)